# Bitva u Didgori
Bitva o Didgori byla svedena 12. srpna 1121 mezi armádami Gruzínského království a Seldžucké říše. Odehrála se v úzkém údolí zvaném Didgori, asi 40 kilometrů západně od Tbilisi. Velká muslimská armáda pod velením Ilghaziho nebyla schopna manévrovat a utrpěla zničující porážku kvůli efektivní vojenské taktice gruzínského krále Davida IV. Bitva byla vyvrcholením dlouhých gruzínsko-seldžuckých válek a vedla k opětovnému dobytí Tbilisi Gruzínci krátce poté, v roce 1122. Brzy nato David přesunul hlavní město své vzmáhající se říše z Kutaisi právě do Tbilisi. Vítězství u Didgori zahájilo gruzínský zlatý věk a je oslavováno v gruzínských kronikách jako "zázračné vítězství" (gruzínsky: ძლევაჲ საკვირველი). To proto, že gruzínské, zhruba padesátitisícové vojsko čelilo ohromné přesile, možná až pětinásobné. Turecká historiografie skutečnost této početní převahy ale neuznává a hovoří o třicetitisícovém vojsku, jež bylo u Didgori poraženo. Středověké křesťanské zdroje hovořily až o 800 tisících muslimských bojovníků v bitvě, což ovšem moderní historiografie považuje za nemožné. Gruzínské vojsko v bitvě podpořilo několik stovek evropských křižáků, kteří pravděpodobně přišli z Antiochijského knížectví nebo z Jeruzalémského království. Mnohem podstatnější byla ale výpomoc 15 tisíc Kypčaků, kteří se tak postavili proti svým etnickým bratrům. Kypčak Atrak'a přivedl 40 tisíc svých soukmenovců do Gruzie po porážce od kyjevského knížete Vladimíra II. Monomacha. David IV. je vřele přijal a vzal si dokonce Atrak'ovu dceru, ten naopak z vděčnosti přijal křest. Kypčakové dostali v zemi pozemky, aby se mohli usadit. Poskytovali za to jednoho vojáka na rodinu, což umožnilo králi Davidovi postavit z nich silnou jízdu. Vítězství je stále pevně přítomno v gruzínském národním vědomí, moderní Gruzínci si tuto událost připomínají každoročním festivalem zvaným Didgoroba, který se koná v den bitvy, 12. srpna. Na místě bitvy byl postaven rozlehlý památník.